# Fondation Ripaille
 (janvier 2018).
Si vous disposez d'ouvrages ou d'articles de référence ou si vous connaissez des sites web de qualité traitant du thème abordé ici, merci de compléter l'article en donnant les références utiles à sa vérifiabilité et en les liant à la section « Notes et références ».
La fondation Ripaille, fondée en 1976 par Mme Necker, propriétaire du château de Ripaille à Thonon-les-Bains, a été reconnue d'utilité publique par décret en date du 27 juillet 1977. 
La fondation organise notamment chaque année en novembre des rencontres autour du livre savoyard avec des tables de présentation dans les salles du château pour des éditeurs, des libraires, des bouquinistes, des sociétés savantes ou des auteurs locaux.